# Eat 'Em and Smile
Eat 'Em and Smile (en español - Cómelos y sonríe) es el álbum debut del músico estadounidense David Lee Roth, lanzado el 7 de julio de 1986 por Warner Bros Records.

## Historia
Luego del lanzamiento del EP Crazy from the Heat y de la salida de la agrupación Van Halen mientras se encontraba en la cima de la popularidad, Roth formó inmediatamente una nueva banda: el bajista Billy Sheehan (luego en Mr. Big); el baterista Gregg Bissonette (que sería músico de Ringo Starr y Elton John, entre otros); y el guitarrista virtuoso Steve Vai, que había trabajado previamente con Frank Zappa, PiL y Alcatrazz. Con Eat 'Em and Smile, Roth regresó al sonido hard rock, comparable con su trabajo en los primeros discos de Van Halen, e incluyendo algunos pasajes de jazz y speed metal.

## Posicionamiento

### Álbum
| Año  | Lista             | Posición |
| ---- | ----------------- | -------- |
| 1986 | The Billboard 200 | 4        |

### Sencillos
| Año  | Sencillo       | Lista                  | Posición |
| ---- | -------------- | ---------------------- | -------- |
| 1986 | "Goin' Crazy"  | Mainstream Rock Tracks | 12       |
| 1986 | "Goin' Crazy"  | The Billboard Hot 100  | 66       |
| 1986 | "That's Life"  | The Billboard Hot 100  | 85       |
| 1986 | "Tobacco Road" | Mainstream Rock Tracks | 10       |
| 1986 | "Yankee Rose"  | Mainstream Rock Tracks | 10       |
| 1986 | "Yankee Rose"  | The Billboard Hot 100  | 16       |

## Lista de canciones
1. «Yankee Rose» - 3:55
2. «Shyboy» - 3:24
3. «I'm Easy» - 2:11
4. «Ladies' Nite In Buffalo? - »4:08
5. «Goin' Crazy!» - 3:10
6. «Tobacco Road» - 2:29
7. «Elephant Gun» - 2:26
8. «Big Trouble» - 3:59
9. «Bump And Grind» - 2:32
10. «That's Life» - 2:45

## Créditos
- David Lee Roth - voz
- Steve Vai - guitarras
- Billy Sheehan - bajo, coros
- Gregg Bissonette - batería, coros